# Emma Darwin
Emma Darwin (nhũ danh Wedgwood; 2 tháng 5 năm 1808 - 2 tháng 10 năm 1896) là một phụ nữ người Anh. Bà là vợ và là chị họ của Charles Darwin. Họ kết hôn vào ngày 29 tháng 1 năm 1839 và là cha mẹ của mười đứa trẻ, bảy người trong số họ sống sót đến tuổi trưởng thành.

## Tuổi thơ
Emma Wedgwood được sinh ra tại gia đình của Maer Hall ở Maer, Staffordshire, là con út trong bảy  con của Josiah Wedgwood II và vợ Elizabeth "Bessie" (nhũ danh Allen). Ông nội của cô, Josiah Wedgwood, đã giàu lên nhờ nghề gốm, và giống như nhiều người khác không thuộc tầng lớp quý tộc, họ là người không theo lề thói, theo Giáo hội Unitarian. Charles Darwin là em họ đầu tiên của cô; ông bà chung của họ là Josiah và Sarah Wedgwood, và vì gia đình Wedgwood và Darwin là đồng minh thân thiết, họ đã quen nhau từ nhỏ.
Cô gần gũi với chị gái Fanny, hai người được gia đình gọi là "Digseys", với tính cách rất quyến rũ và lộn xộn, chiếm biệt danh của cô, "Little Miss Slip-Slop". Cô đã giúp chị gái Elizabeth của mình học tại trường chủ nhật được tổ chức tại Maer Hall giặt ủi, viết những câu chuyện đạo đức đơn giản để hỗ trợ giảng dạy và cho 60 trẻ em trong làng được đào tạo chính thức về đọc, viết và tôn giáo.
Wedgwoods đã đến thăm Paris trong sáu tháng vào năm 1818. Mặc dù Emma chỉ mới 10 tuổi, nhưng sự kỳ lạ và thú vị khi đến Pháp vẫn còn trong ký ức của cô.
Vào tháng 1 năm 1822, Emma 13 tuổi và chị gái Fanny của cô đã được mẹ của họ đưa đi học một năm tại trường của bà Mayer tại Greville House, trên Paddington Green, London, tại ngôi làng Paddington bán nông thôn. Emma lúc đó là "một trong những người chơi đàn piano biểu diễn", đến mức trong một dịp, cô được mời đến chơi cho bà Fitzherbert của George IV. Sau thời gian này, Emma được các chị gái cũng như gia sư dạy dỗ trong một số môn học. Trong phần còn lại của cuộc đời, Emma tiếp tục là một nghệ sĩ dương cầm giỏi, với xu hướng tăng tốc độ các bài piano chậm. Cô đã có những bài học piano từ Moschele và được cho là đã học "hai hoặc ba" buổi học từ Chopin.

## Sách tham khảo
- Browne, E. Janet (1995), Charles Darwin: vol. 1 Voyaging, London: Jonathan Cape, ISBN 1-84413-314-1
- Browne, E. Janet (2002), Charles Darwin: vol. 2 The Power of Place, London: Jonathan Cape, ISBN 0-7126-6837-3
- Darwin, Charles (1837–1838), Notebook B: [Transmutation of species], Darwin Online, CUL-DAR121, truy cập ngày 20 tháng 12 năm 2008
- Darwin, Charles (1887), Darwin, Francis (biên tập), The life and letters of Charles Darwin, including an autobiographical chapter, London: John Murray, truy cập ngày 4 tháng 11 năm 2008
- Darwin, Charles (1958), Barlow, Nora (biên tập), The Autobiography of Charles Darwin 1809–1882. With the original omissions restored. Edited and with appendix and notes by his granddaughter Nora Barlow, London: Collins, truy cập ngày 4 tháng 11 năm 2008
- Desmond, Adrian; Moore, James (1991), Darwin, London: Michael Joseph, Penguin Group, ISBN 0-7181-3430-3
- Freeman, R. B. (1984), . Darwin Pedigrees, London: printed for the author, truy cập ngày 15 tháng 9 năm 2009
- Freeman, R. B. (2007), Charles Darwin: A companion , The Complete Works of Charles Darwin Online, truy cập ngày 18 tháng 6 năm 2008
- Litchfield, Henrietta Emma (1904), Emma Darwin, wife of Charles Darwin. A century of family letters, London: John Murray, truy cập ngày 18 tháng 2 năm 2013